# معذبو البحر (فلم)
مُعَذَّبُو البحر (بالفرنسية: Les Damnés de la mer) هو فيلم وثائقي مغربي صدرَ عام 2008 للمخرج جواد غالب.

## القصّة
في مدينةِ الداخلة (الواقعةِ أقصى جنوب المغرب) والتي تُعتبر واحدةً من أغنى مناطق الصيد في العالم، يجتمعُ مئات الصيادين المغاربة الذين دفعهم النقص المتزايد في الموارد في الشمال ساعين للحصول أو للعثورِ على «صيدٍ معجزة» ينقذهم من حياة البؤس والفقر التي يعيشونها.
نظرًا لعدم حصولهم على تراخيص للصيد هناك، يضطرُّ الصيادون المغاربة – أبناء البلد – على البقاء على بُعدِ أمتارٍ قليلةٍ من الشاطئ وصيدِ الشيء القليل من السمك، بينما تلتقطُ سفن الصيد الأجنبية المُجهَّزة بأحدث تقنيات السونار ثروات البحر لتصديرها إلى قارات أخرى.